# Catocala contigua
Catocala contigua är en fjärilsart som beskrevs av Schultz 1906. Catocala contigua ingår i släktet Catocala och familjen nattflyn. Inga underarter finns listade i Catalogue of Life.